# Kotaré
Kotaré ist ein Dorf in der Stadtgemeinde Mayahi in Niger.

## Geographie
Das Dorf liegt am linken Ufer des Trockentals Goulbin Kaba. Es befindet sich rund sechs Kilometer südwestlich des urbanen Zentrums von Mayahi, der Hauptstadt des gleichnamigen Departements Mayahi, das zur Region Maradi gehört. Zu den Siedlungen in der näheren Umgebung von Kotaré zählen Guidan Tawayé im Südosten und Warzou im Westen.
Es herrscht das Klima der Sahelzone vor, mit einer durchschnittlichen jährlichen Niederschlagsmenge zwischen 300 und 400 mm.

## Bevölkerung
Bei der Volkszählung 2012 hatte Kotaré 2630 Einwohner, die in 282 Haushalten lebten. Bei der Volkszählung 2001 betrug die Einwohnerzahl 1869 in 232 Haushalten und bei der Volkszählung 1988 belief sich die Einwohnerzahl auf 2412 in 374 Haushalten.
Die Zone entlang des Trockentals gehört zu den am dichtesten besiedelten und zugleich zu den ärmsten Nigers, mit erhöhter Unterernährung. In ethnischer Hinsicht leben vor allem Hausa in Kotaré.

## Wirtschaft und Infrastruktur
Die Dorfbevölkerung arbeitet in erster Linie im Ackerbau und in der Viehzucht. Daneben werden Handel und Handwerk praktiziert. Eine Getreidebank wurde in den 1980er Jahren im Ort etabliert. Die bei Kotaré wachsenden Grasarten Cenchrus biflorus und Eragrostis tremula werden als Viehfutter verwendet. Es gibt eine Schule im Ort.
Bei Kotaré verläuft die 156,5 Kilometer lange Nationalstraße 19 zwischen Tchadoua und Belbédji. Es handelt sich in diesem Abschnitt um eine moderne Erdstraße. Sie kreuzt die 129,6 Kilometer lange Nationalstraße 37 zwischen Kornaka und Tessaoua, hier eine einfache Erdstraße. Außerdem zweigt in Kotaré die 48,7 Kilometer lange Landstraße RR4-006 nach Aguié ab.